# Anamixilla
Anamixilla é um gênero de esponja marinha da família Jenkinidae.

## Espécies
- Anamixilla irregularis Burton, 1930
- Anamixilla torresi (Poléjaeff, 1883)